# The Masher's Mishap
The Masher's Mishap è un cortometraggio muto del 1914 interpretato e diretto da Pat Hartigan.

## Trama
{{...|1|film}}

## Produzione
Il film fu prodotto dalla Hartigan Comedies, la casa di produzione dell'attore-regista Pat Hartigan.

## Distribuzione
Distribuito dalla Eclectic Film Company, il film - un cortometraggio in una bobina - uscì nelle sale statunitensi nell'agosto 1914.